# Resistenza armena durante il genocidio armeno

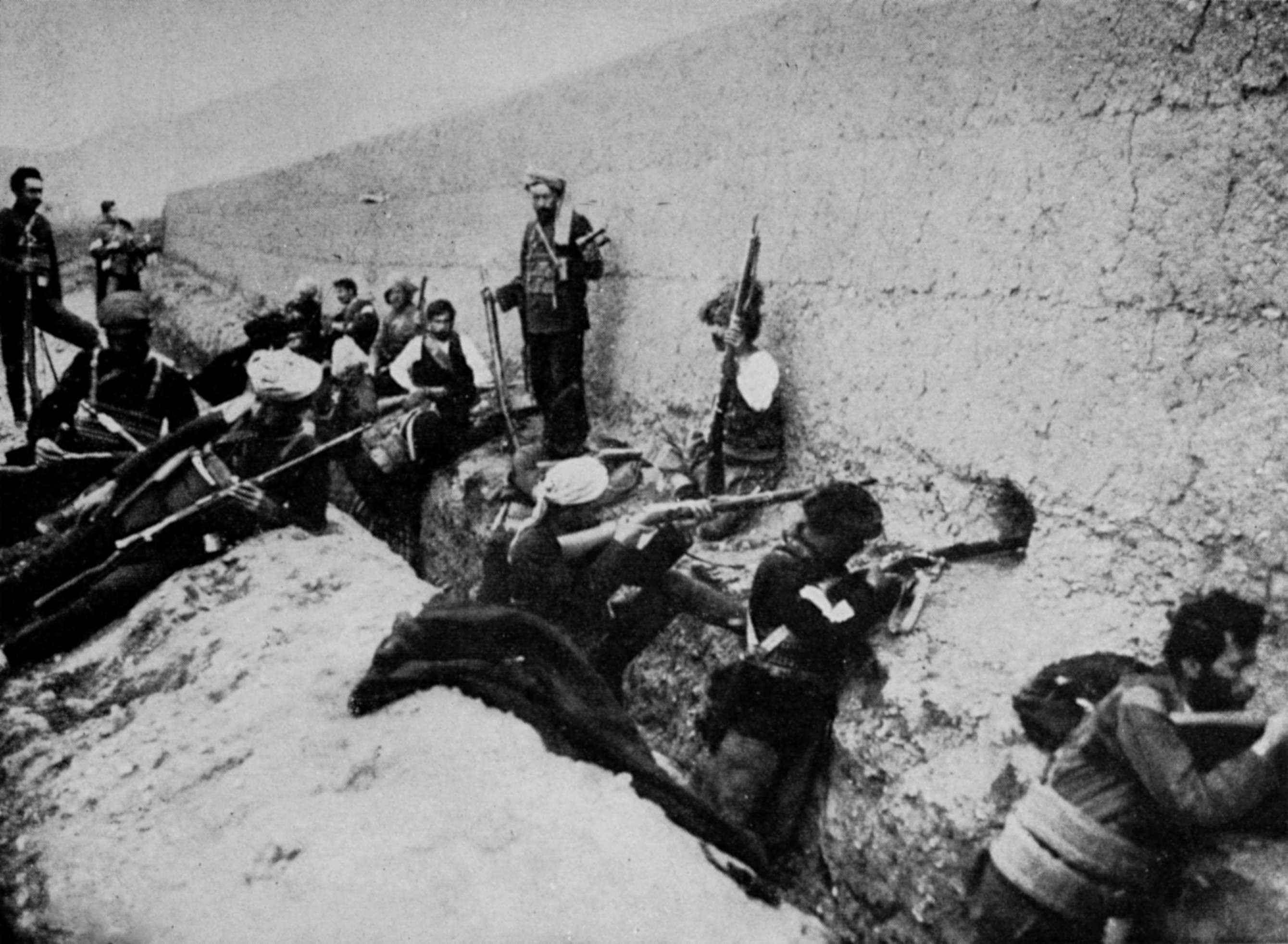
Difensori armeni durante l'assedio di Van del 1915

La resistenza armena fu lo sforzo militare, politico e umanitario che contrastò le forze ottomane nel genocidio armeno durante la prima guerra mondiale. All'inizio della prima guerra mondiale, l'Impero ottomano avviò i tentativi per sradicare la cultura armena ed eliminare la vita armena, attraverso atti di uccisione e deportazione in deserti inabitabili e regioni montuose. Il risultato fu l'omogeneizzazione dell'Impero ottomano e l'eliminazione del 90% della popolazione armena ottomana, un evento noto come genocidio armeno.
Queste azioni furono contrastate dai tentativi armeni di mitigare la difficile situazione attraverso la creazione di reti umanitarie. Esse fornivano i bisogni primari come cibo e nascondigli. Sono degne di nota diverse rivolte armate che tentarono di resistere alla deportazione, in particolare la Difesa di Van (1915), a Musa Dag e Urfa. Tuttavia, la resistenza violenta era rara e spesso non efficace, rispetto alla rete umanitaria che salvò dalla morte fino a 200.000 armeni. I movimenti di resistenza locali furono sostenuti in particolare da una rete transnazionale di aiuti, vale a dire l'ABCFM, il comitato di soccorso armeno degli Stati Uniti e i missionari.
Inoltre, gli sforzi militari per contrastare l'esercito ottomano furono condotti dalle forze armene, come le forze di resistenza armene (chiamate fedayeen/fedayis) e le unità irregolari armene . Quelli hanno sostenuto gli sforzi russi per avanzare sul fronte ottomano nel Caucaso.

## Resistenza umanitaria contro il genocidio
La resistenza umanitaria si riferisce alla condotta illegale che tentò di mitigare gli effetti della deportazione e di prevenire l'annientamento. Gli attori principali di questa resistenza erano i leader religiosi e i civili, come i comitati ecclesiastici, i medici e gli infermieri, i musulmani locali e gli influenti dignitari armeni e missionari stranieri. Questi crearono una rete di autosostegno che forniva ai deportati nei campi i bisogni primari, come cibo, legna da ardere e sostegno finanziario attraverso il trasferimento di denaro. Questa rete salvò dalla morte migliaia di armeni. All'inizio delle deportazioni, tali sforzi erano ancora legali ma con le crescenti tensioni, tali tentativi subirono repressioni nel 1915, nonché la criminalizzazione e la costrizione a muvìoversi nella clandestinità.

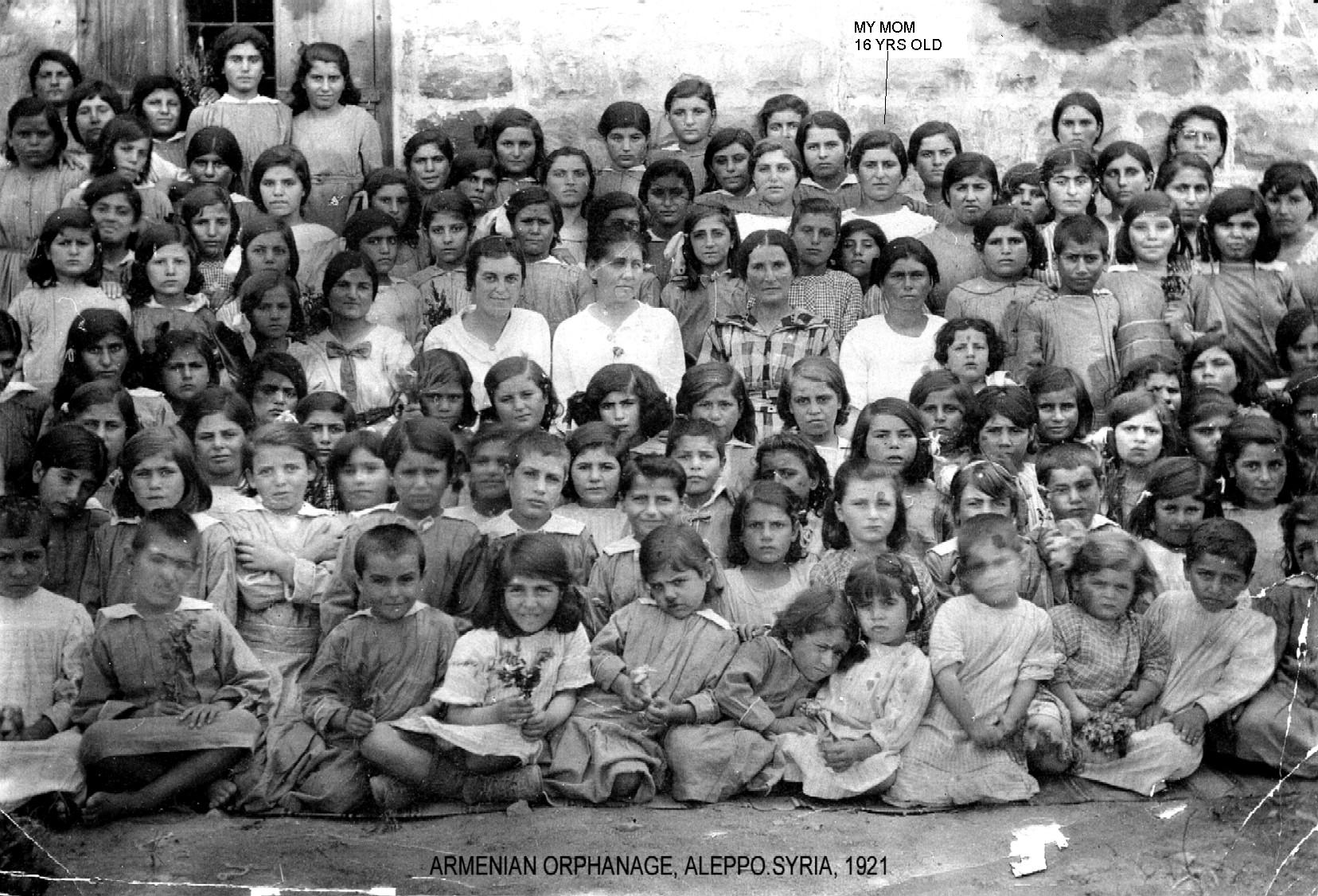
Orfanotrofi armeni ad Aleppo in Siria

Da questo in poi, la resistenza condusse meno azioni pubbliche. I rifugiati venivano nascosti in case private e centri comunitari e i bambini negli orfanotrofi. Le fabbriche e gli ospedali militari sotto l'influenza dei membri della rete servivano allo scopo di assumere armeni, fornire loro un permesso per muoversi liberamente in città e integrarli con successo nel loro nuovo ambiente. Ciò impediva la loro espulsione.

### Resistenza individuale
Nella sfera privata, la resistenza era presente nei piccoli momenti della vita. I legami familiari nei campi tentavano di creare attraverso le loro funzioni tradizionali un senso di normalità. Questo sistema di supporto sociale mirava a stabilire una relativa sicurezza, prendersi cura degli orfani e fornire assistenza sanitaria in date circostanze.
Gli individui, della popolazione musulmana, e gli ufficiali delle autorità cittadine resiterrero agli ordini di deportazione e dovettero affrontare la rimozione dai loro incarichi.

### Resistenza attraverso la raccolta di informazioni
Le informazioni costituivano una parte importante della resistenza ed erano essenziali per la sopravvivenza. Le lettere di informazioni di contrabbando sugli sviluppi in altri campi, gli abusi dei funzionari del Comitato Unione e Progresso (CUP) sui deportati e i consigli su come sopravvivere nei campi aiutavano gli armeni ad adattarsi alle nuove realtà della vita. Il pieno impatto del genocidio fu a lungo nascosto all'opinione pubblica ottomana e internazionale. La censura delle ambasciate straniere ostacolò l'attenzione e l'intervento a livello internazionale. Per aggirare la censura ottomana furono impiegati nuovi modi di espressione. Tali furono le citazioni di brani biblici e di opere letterarie, che consentirono una ristretta diffusione della conoscenza del genocidio nei media e nella politica internazionali. Tali informazioni provocarono sistemi di supporto internazionali come l'ABCFM, il Consiglio dei Commissari armeni per le missioni estere e la fondazione del comitato di soccorso armeno degli Stati Uniti, portando alla raccolta di fondi e all'attuazione delle pressioni internazionali.

## Resistenza militare contro il genocidio
La maggior parte della popolazione armena mal sopportava la resistenza militare contro il genocidio e sperava invece nella sopravvivenza attraverso la lealtà. Attori importanti della comunità armena come la chiesa attenuò le azioni ribelli ed enfatizzò invece un atteggiamento paziente.

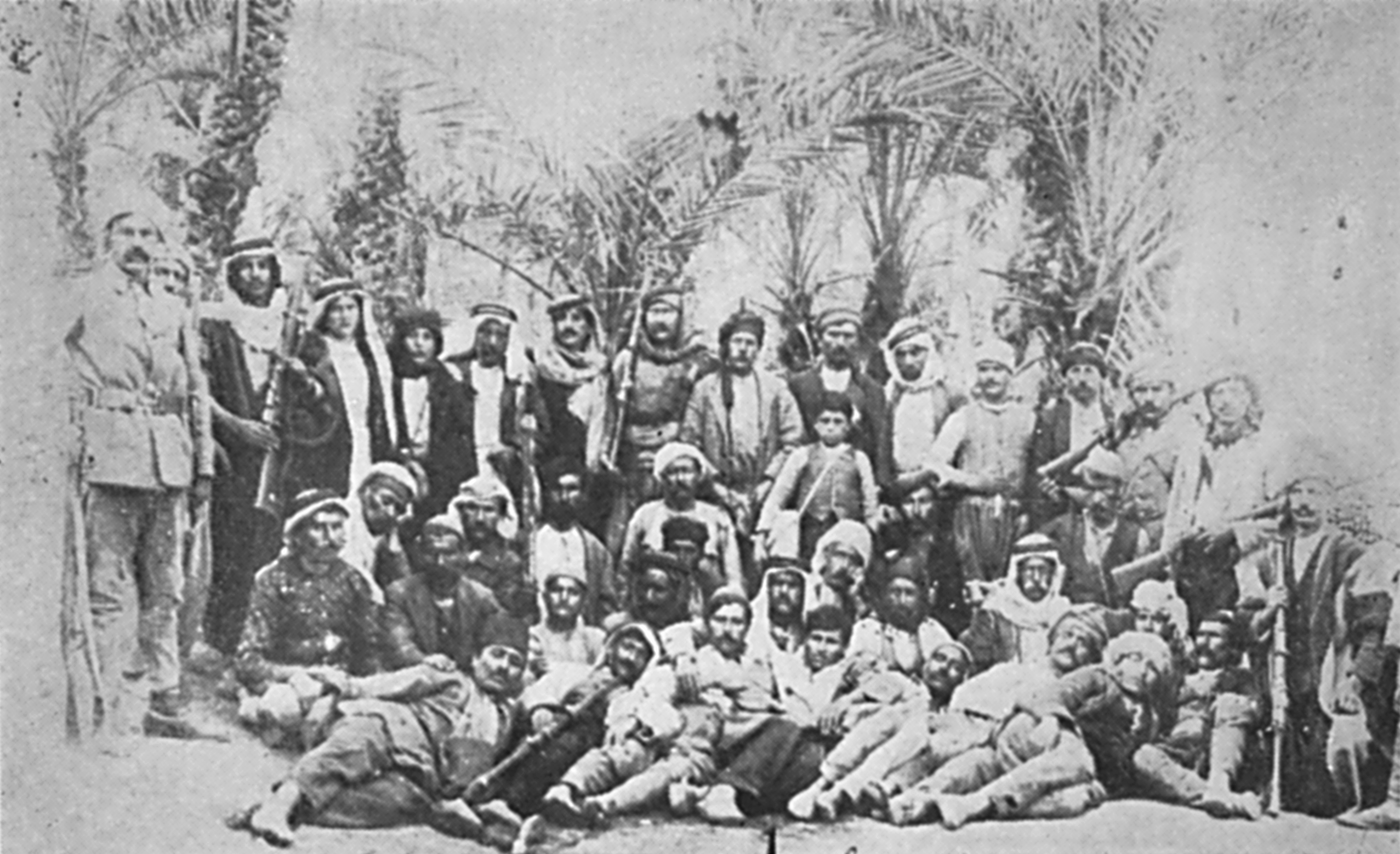
Resistenza armena a Urfa 1915

In alcuni casi, la resistenza militare ebbe successo:
- Nella Difesa di Van nel 1915.[7]
- Nel villaggio di Adana nel 1915. Il villaggio di Adana aggirò la deportazione ritirandosi sulle montagne del Musa Dagh . Lì resistettero alle forze ottomane dove assicurarono la sopravvivenza di 4.200 abitanti del villaggio.

Altri movimenti di resistenza andarono in frantumi con l'effetto di annientamento di interi villaggi.
Resistenza fallita:
- Il villaggio di Urfa resistette all'ingente deportazione delle truppe ottomane nell'agosto del 1915 e resistette 25 giorni solo per essere sconfitto. La maggior parte della popolazione fu uccisa o si suicidò.[2]

## Precedente resistenza militare contro le forze ottomane
Le precedenti resistenze militari armene contro le forze dell'Impero ottomano furono in particolare:
- La resistenza di Sasun nel 1894 (in armeno Սասնոյ առաջին ապստամբութիւն?).
- La ribellione di Zeitun dal 1895 al 1896 fu la risposta militare armena per impedire che si verificassero massacri durante i massacri hamidiani.
- La difesa di Van nel 1896 fu la risposta della popolazione armena a Van ai massacri hamidiani.
- La spedizione di Khanasor del 25 luglio 1897 (in armeno: Խանասորի Արշաւանքը ) si riferisce alla successiva risposta della milizia armena alle uccisioni all'indomani della Difesa di Van.
- La ribellione di Sasun nel 1904 fu la resistenza della milizia armena nella regione di Sassoun.

## Forze di resistenza armene

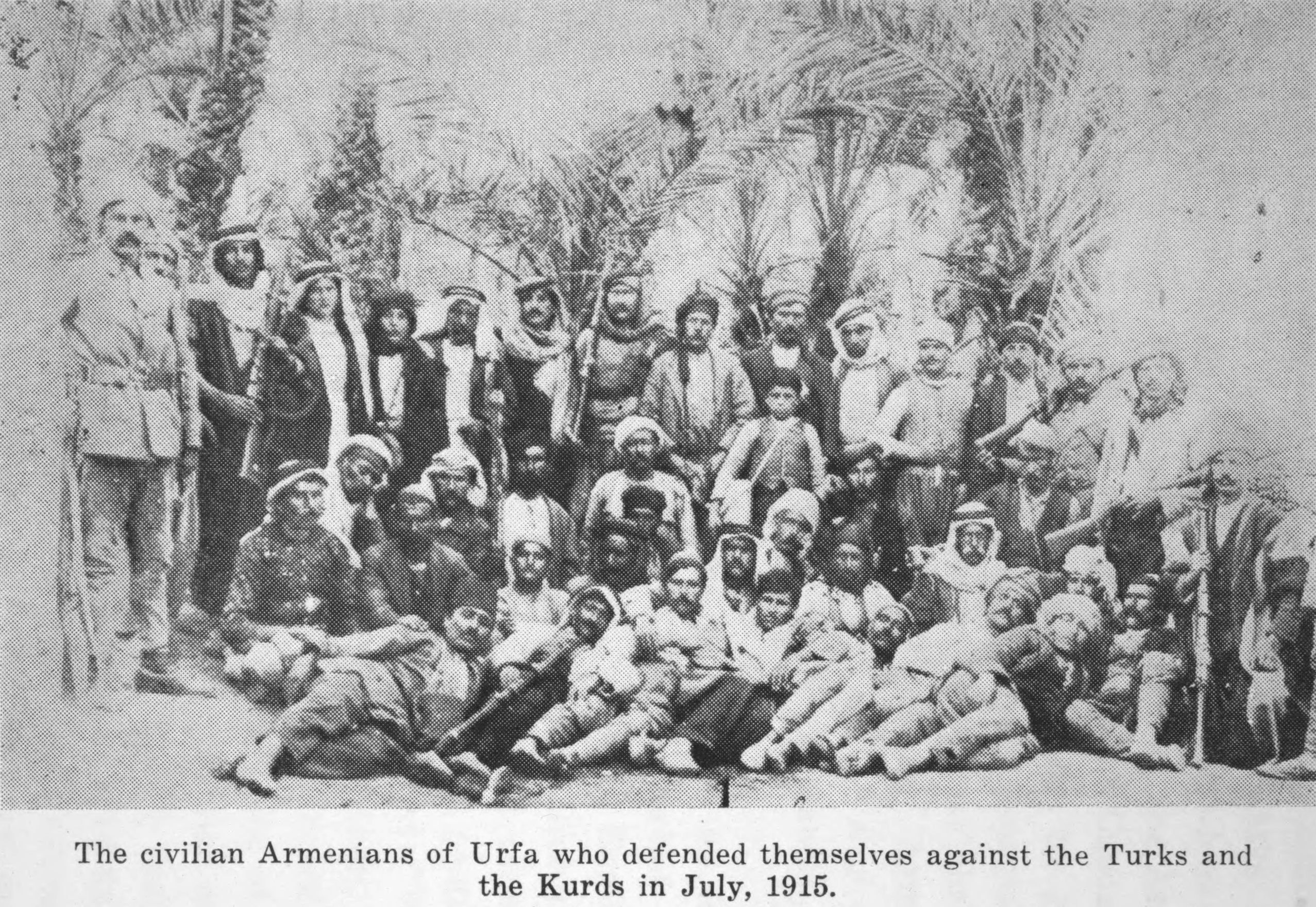
Difensori della Resistenza di Urfa

Le Forze di Resistenza Armene (ARF) furono create nel 1890 da volontari armeni chiamati fedayee e da membri del movimento di liberazione nazionale armeno. Tra i membri importanti c'erano Murad di Sebastia e Karekin Pastermadjian. Il loro scopo principale era quello di opporsi alle forze ottomane e di agire come difensori della nazione armena. L'ARF acquisì grande importanza durante la prima guerra mondiale sul fronte del Caucaso, dove si unì all'esercito russo. La loro partecipazione contribuì alla sconfitta dell'esercito ottomano nel gennaio 1916. Le legioni primarie che combattevano con la Russia nel Caucaso erano la legione di volontari armeni, composta dal personale dell'Ufficio nazionale armeno (ANB), e indirettamente, attraverso l'ARF che dominava l'ANB. Il numero dei combattenti ha raggiunse una cifra stimata a 5.000.

## Resistenza contro l'Impero ottomano

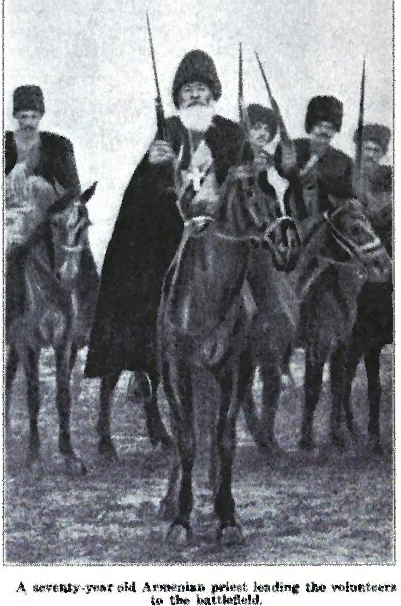
Sacerdote settantenne alla guida degli armeni

### 1914
- Nel luglio 1914, prima della prima guerra mondiale, sia il governo russo che quello turco fecero appello ufficialmente alle organizzazioni armene (il Congresso nazionale armeno dell'Impero russo e l'Assemblea nazionale armena nell'Impero ottomano) per assicurarsi la partecipazione degli armeni alla operazioni militari l'una contro l'altra. Gli ottomani tennero colloqui con la Federazione Rivoluzionaria Armena durante il congresso armeno a Erzurum. L'ARF dichiarò che gli armeni avrebbero dovuto combattere per i paesi di cui erano cittadini.[10]
- Nell'agosto 1914, sulle montagne di Zeitun, ai disertori che resistevano alla leva si unirono gli incursori. Ciò attirò l'attenzione dell'Impero ottomano e contribuì alle considerazioni ottomane sulla ribellione in questa regione.[8]
  - Il 2 novembre 1914 fu lanciata l'offensiva Bergmann. Fu il primo impegno della campagna del Caucaso.[11] Il successo russo fu lungo le spalle meridionali dell'offesa, dove i volontari armeni occuparono Karaköse e Doğubeyazıt.[12]
  - Il 29 dicembre 1914, l'esercito ottomano fu sconfitto nella battaglia di Sarıkamış.[13] La parte armena contribuì alla sconfitta dalla parte delle forze russe. Capi dell'Hunchakian, I venti martiri

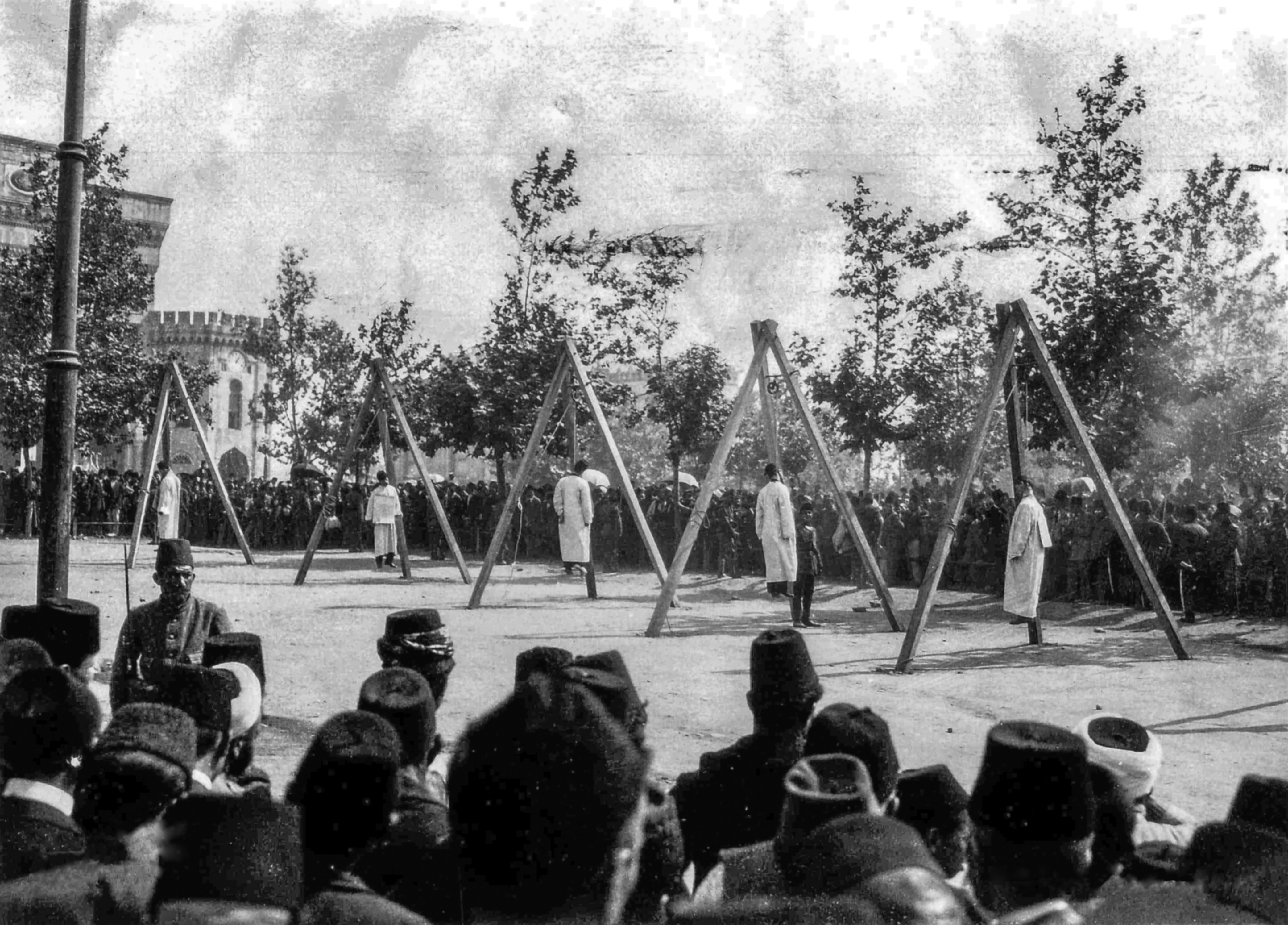
Capi dell'Hunchakian, I venti martiri

### 1915
- Il 25 marzo 1915 i disertori armeni nella città di Zeitun resistettero ancora una volta all'esercito ottomano ma furono sconfitti.[14]
- Nell'aprile/maggio 1915 circa 30.000 armeni nella città di Van, affiancati da profughi armeni provenienti dai villaggi circostanti, si difesero durante la Difesa di Van. Mentre la città tratteneva gli sforzi dell'esercito ottomano, i villaggi circostanti furono massacrati. L'iniziale resistenza armata durò per un periodo inferiore a un mese. A maggio, l'esercito russo del Caucaso entrò nella città di Van e l'esercito ottomano si ritirò.[15] Dopo l'imboscata, si stima che il 50% della popolazione nei dintorni di Van sia morto.[14]

### 1916
- 1916, Battaglia di Erzincan[16]

### 1918
- Tra il 24 e il 26 maggio 1918, durante la battaglia di Abaran, le forze armene riuscirono a impedire la penetrazione delle forze ottomane nella regione di Bash Abaran. Entrambe le parti subirono gravi perdite, così tali da impedire all'esercito ottomano di avanzare più in profondità nel territorio armeno.[17]

- A settembre, Murad di Sebastia e i suoi volontari combatterono nella battaglia di Baku, dove rimase ucciso.[16]

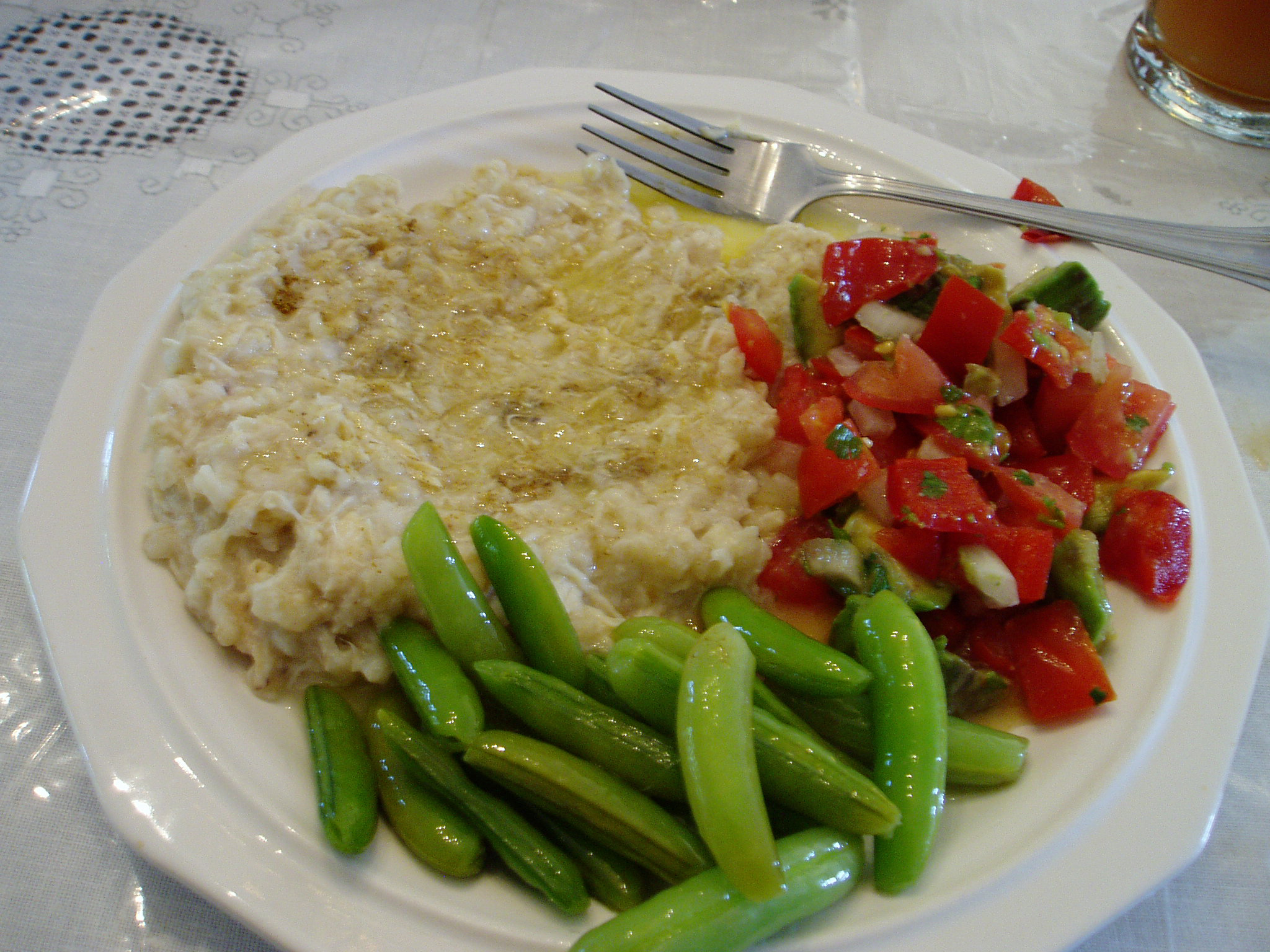
Harissa armena

## Arte e cultura
La resistenza armena ha lasciato un piatto simbolico. L'"Harisa" (in armeno Հարիսա?) è generalmente servita per commemorare la resistenza del Musa Dagh.
La pratica corrente ha ribattezzato il piatto "hreesi".